# 去中心化網絡42
去中心化网络 42（英語：Decentralized Network 42，简称 DN42），是一个利用VPN 及软/硬件BGP路由器构建的去中心化、端到端网络。
DN42 并非旨在为参与者提供类似暗网的匿名连接，其核心目标是研究互联网中现有的路由技术，并致力于在用户间建立无需NAT的直接连接。
该网络并非完全的网状结构。其网络间的互联主要依赖虚拟链路，而非物理链路。这些虚拟链路虽然以互联网为传输媒介，但其运行独立于公共互联网，更类似于专用的光纤或网线连接。各参与者通过 VPN 与一个或多个其他参与者建立连接。这些 VPN 连接通常建立在公共互联网IP 地址之上。若需使用 GRE 或 SIT 隧道，则可能需要根据公共 IP 地址的变动更新隧道接口配置。OpenVPN 等工具能够自动处理此类 IP 地址更新，无需额外辅助。VPN 链路上运行的边界网关协议 (BGP) 负责处理各自治系统 (AS) 之间的路由。AS 内部通常采用开放式最短路径优先 (OSPF) 协议，但参与者也可选用其他适合自身内部路由需求的协议。

## 历史
DN42 项目的起源可追溯至2009年中期，由 HardForum 论坛成员发起的 PeerIX 项目。PeerIX 项目初期成员不多，但迅速发展至拥有50余名活跃成员，并有超过百位用户等待加入。然而，由于无法满足持续增长的用户规模需求，PeerIX 项目最终停止运营（尽管部分核心成员的网络仍保持在线）。
DN42 的创始成员们在尝试重启 PeerIX 未果后，转而创建了全新的网络，并成功将其发展壮大至今日的规模。

## 技术设置

### 地址空间
IPv4 地址空间主要由私有子网构成。其中，核心地址块为 172.20.0.0/14。值得注意的是，由于 DN42 与其他类似实验网络互联，因此网络中也会宣告其他私有地址段。（例如：ChaosVPN 使用 172.31.0.0/16 及 10.0.0.0/8 的部分地址；Freifunk ICVPN 使用 10.0.0.0/8；NeoNetwork 使用 10.127.0.0/16）。
IPv6 则使用唯一本地地址 (ULA, fd00::/8)，即 IPv6 的私有地址空间。同样，与之互联的其他网络也可能使用此 ULA 范围内的地址（例如：NeoNetwork 使用 fd10:127::/32）。

### 自治系统编号
由于网络运行依赖BGP，因此即便作为私有网络，DN42 仍需使用自治系统编号 (ASN)。DN42 采用多个专用或预留的 ASN 范围，具体包括 64512 至 64855、76100 至 76199，以及 4242420000 至 4242429999（后者自2014年6月起启用，属于 RFC 6996 定义的更大规模专用 ASN 范围）。

### BGP 路由器
多数参与者采用低成本的通用服务器或虚拟机作为 BGP 路由器，亦有部分成员使用硬件路由器。
DN42 网络中最常见的 BGP 软件实现包括 BIRD 和 FRR。此外，OpenBGPD、XORP、GoBGP 以及商业路由器操作系统如 JunOS 和Cisco IOS 也有用户使用。

### DN42 顶级域
托管于 DN42 网络内的网站和服务通常采用 .dn42 作为顶级域。.dn42 并非经由互联网名称与数字地址分配机构 (IANA) 认证的顶级域，其注册与管理通过 DN42 Registry 进行。